# 10,000 Hours
 "10,000 Hours" là một bài hát được thu âm bởi bộ đôi nhạc đồng quê người Mỹ Dan + Shay và ca sĩ người Canada Justin Bieber. Nó được phát hành dưới dạng đĩa đơn trong album phòng thu thứ tư sắp tới của Dan + Shay vào ngày 4 tháng 10 năm 2019. Nó được phát hành bốn ngày sau khi Bieber và Hailey Baldwin kết hôn ở Nam Carolina vào ngày 30 tháng 9. Nó được viết bởi Dan Smokers, Shay Mooney, Jessie Jo Dillon, Jason Boyd, Jordan Reynold, và Bieber, và chỉ được sản xuất bởi Smokers.
Bài hát ra mắt ở vị trí thứ tư trên US Billboard Hot 100. Nó cũng đã làm nên lịch sử trên bảng xếp hạng Streaming Songs Billboard bằng cách trở thành bài hát quốc gia không có kỳ nghỉ xếp hạng cao nhất trong lịch sử của bảng xếp hạng, vượt qua đỉnh cao thứ chín của "Cruise" của Florida Georgia Line.

## Giai điệu
Ca khúc đã được Billboard mô tả là "mid-tempo".

## Quảng cáo
Vào ngày 29 tháng 9, Dan + Shay bắt đầu trêu chọc trên phương tiện truyền thông xã hội rằng một bản nhạc đã đến vào ngày 4 tháng 10. Họ, cũng như Justin Bieber, đã tiết lộ sự hợp tác vào ngày 2 tháng 10.

## Thương mại
"10,000 Hours" ra mắt ở vị trí thứ tư trên bảng xếp hạng Hot 100 của Billboard Hoa Kỳ. Trong tuần đầu tiên, nó đã nhận được 33,3 triệu lượt phát sóng và trở thành bài hát quốc gia không có kỳ nghỉ cao nhất trong lịch sử của bảng xếp hạng phát trực tuyến ở vị trí thứ ba. Nó cũng đã bán được 53.000 lượt tải trong tuần đầu tiên và đó là bài hát số một trên bảng xếp hạng Hot Country. Nó đã bán thêm 17.000 bản trong tuần thứ hai. Đó là số 1 trong 21 tuần trên bảng xếp hạng Hot Country, lần thứ tư dài hơn trong lịch sử bảng xếp hạng. Nó đã được chứng nhận Vàng bởi RIAA vào ngày 10 tháng 12 năm 2019 và Bạch kim vào ngày 16 tháng 1 năm 2020 cho một triệu đơn vị tiêu thụ. Nó đã bán được 256.000 bản tại Hoa Kỳ vào tháng 3 năm 2020.

## Phiên bản piano
Vào ngày 27 tháng 11 năm 2019, một phiên bản piano đã đến bản nhạc được gọi là phiên bản đám cưới. Dan + Shay và Justin Bieber cũng chuyển phần trong bài hát, nhưng lời bài hát giống nhau.

## Sản xuất
- Dan Smyers – vocals, songwriter, producer, acoustic guitar, electric guitar, programmer, recording engineer, synthesizer
- Shay Mooney – vocals, songwriter
- Justin Bieber – vocals, songwriter
- Poo Bear – songwriter
- Jordan Reynolds – songwriter, acoustic guitar, bass, electric guitar, piano, programmer, synthesizer
- Jessie Jo Dillon – songwriter
- Abby Smyers – backing vocals
- Bryan Sutton – acoustic guitar, resonator guitar
- Jeff Balding – engineer
- Josh Gudwin – additional engineer, vocal producer
- Josh Ditty – additional engineer
- Andrew Mendelson – masterer
- Jeff Juliano – mixer

## Xếp hạng
| Chart (2019–2020)                               | Peak position |
| ----------------------------------------------- | ------------- |
| Úc (ARIA)                                       | 4             |
| Áo (Ö3 Austria Top 40)                          | 18            |
| Bỉ (Ultratop 50 Flanders)                       | 25            |
| Bỉ (Ultratip Wallonia)                          | 2             |
| Canada (Canadian Hot 100)                       | 2             |
| Canada AC (Billboard)                           | 14            |
| Canada CHR/Top 40 (Billboard)                   | 12            |
| Canada Country (Billboard)                      | 1             |
| Canada Hot AC (Billboard)                       | 12            |
| Cộng hòa Séc (Rádio Top 100)                    | 14            |
| Cộng hòa Séc (Singles Digitál Top 100)          | 16            |
| Đan Mạch (Tracklisten)                          | 8             |
| Trường songid là BẮT BUỘC CHO BẢNG XẾP HẠNG ĐỨC | 47            |
| Hungary (Single Top 40)                         | 10            |
| Hungary (Stream Top 40)                         | 23            |
| Ireland (IRMA)                                  | 17            |
| Ý (FIMI)                                        | 85            |
| Nhật Bản (Japan Hot 100)                        | 34            |
| Lithuania (AGATA)                               | 26            |
| Malaysia (RIM)                                  | 7             |
| Mexico Airplay (Billboard)                      | 18            |
| Mexico Ingles Airplay (Billboard)               | 9             |
| Hà Lan (Dutch Top 40)                           | 11            |
| Hà Lan (Single Top 100)                         | 21            |
| New Zealand (Recorded Music NZ)                 | 5             |
| Na Uy (VG-lista)                                | 9             |
| Bồ Đào Nha (AFP)                                | 55            |
| Romania (Airplay 100)                           | 54            |
| Scotland (OCC)                                  | 12            |
| Singapore (RIAS)                                | 6             |
| Slovakia (Rádio Top 100)                        | 12            |
| Slovakia (Singles Digitál Top 100)              | 13            |
| Slovenia (SloTop50)                             | 34            |
| South Korea (Gaon)                              | 172           |
| Thụy Điển (Sverigetopplistan)                   | 13            |
| Thụy Sĩ (Schweizer Hitparade)                   | 21            |
| Anh Quốc (OCC)                                  | 17            |
| Hoa Kỳ Billboard Hot 100                        | 4             |
| Hoa Kỳ Adult Contemporary (Billboard)           | 6             |
| Hoa Kỳ Adult Pop Airplay (Billboard)            | 4             |
| Hoa Kỳ Country Airplay (Billboard)              | 1             |
| Hoa Kỳ Hot Country Songs (Billboard)            | 1             |
| Hoa Kỳ Dance/Mix Show Airplay (Billboard)       | 34            |
| Hoa Kỳ Pop Airplay (Billboard)                  | 9             |
| US Rolling Stone Top 100                        | 3             |

| Chart (2019)                     | Position |
| -------------------------------- | -------- |
| Australia (ARIA)                 | 94       |
| Netherlands (Dutch Top 40)       | 67       |
| US Hot Country Songs (Billboard) | 46       |

## Chứng nhận
| Quốc gia                                                                           | Chứng nhận  | Số đơn vị/doanh số chứng nhận |
| ---------------------------------------------------------------------------------- | ----------- | ----------------------------- |
| [ 59 ]                                                                             | {{{award}}} | 0                             |
| [ 60 ]                                                                             | {{{award}}} | 0                             |
| [ 59 ]                                                                             | {{{award}}} | 0                             |
| [ 59 ]                                                                             | {{{award}}} | 0                             |
| [ 59 ]                                                                             | {{{award}}} | 0                             |
| [ 59 ]                                                                             | {{{award}}} | 0                             |
| * Chứng nhận dựa theo doanh số tiêu thụ. ^ Chứng nhận dựa theo doanh số nhập hàng. |             |                               |

| Quốc gia                                                                                             | Chứng nhận  | Số đơn vị/doanh số chứng nhận |
| --- | ----------- | ----------------------------- |
| Úc (ARIA)                                                                                            | 2× Platinum | 140.000‡                      |
| Brasil (Pro-Música Brasil)                                                                           | Gold        | 20,000*                       |
| Canada (Music Canada)                                                                                | 2× Platinum | 160.000‡                      |
| New Zealand (RMNZ)                                                                                   | Gold        | 15.000‡                       |
| Anh Quốc (BPI)                                                                                       | Silver      | 200.000‡                      |
| Hoa Kỳ (RIAA)                                                                                        | Platinum    | 1,000,000‡ / 256,000          |
| * Chứng nhận dựa theo doanh số tiêu thụ. ‡ Chứng nhận dựa theo doanh số tiêu thụ và phát trực tuyến. |             |                               |

## Lịch sử phát hành
| Quốc gia | Ngày                      | định dạng                  | Nhãn             | Ref.   |
| -------- | ------------------------- | -------------------------- | ---------------- | ------ |
| Toàn cầu | Ngày 4 tháng 10 năm 2019  | Digital download streaming | Warner Nashville | [ 67 ] |
| Hoa Kỳ   | Ngày 21 tháng 10 năm 2019 | Adult contemporary         | Warner Nashville | [ 68 ] |
| Hoa Kỳ   | Ngày 22 tháng 10 năm 2019 | Contemporary hit radio     | Warner Nashville | [ 69 ] |